# Добрина Чешмеджиева
Добрина Чешмеджиева е българска журналистка и телевизионна водеща.

## Биография
Добрина Чешмеджиева е родена на 13 април 1973 г. в Смолян. Израства в Пловдив. Завършва средното си образование в Национална гимназия за древни езици и култури в София. След това завършва висше по две специалности – дефектология и журналистика в Софийския университет.
От 1996 г. работи като международен редактор в новините на Ефир 2. След време става водещ и редактор в сутрешния блок на БНТ, а по-късно новинар и телевизионен водещ в предаването „Референдум“.